# Reprezentacja Ukrainy w piłce nożnej kobiet
Reprezentacja Ukrainy w piłce nożnej kobiet to oficjalna drużyna reprezentująca Ukrainę w rozgrywkach piłki nożnej kobiet.

## Udział w imprezach międzynarodowych
Nie brano pod uwagę wyników drużyny ZSRR.

### Mistrzostwa Świata
- 1991 (nie istniała)
- 1995 (nie zakwalifikowała się)
- 1999 (nie zakwalifikowała się, play-off)
- 2003 (nie zakwalifikowała się)
- 2007 (nie zakwalifikowała się)
- 2011 (nie zakwalifikowała się)
- 2015 (nie zakwalifikowała się)
- 2019 (nie zakwalifikowała się)

### Mistrzostwa Europy
- 1991 (nie istniała)
- 1995 (nie zakwalifikowała się)
- 1997 (nie zakwalifikowała się, awans z Klasy B)
- 2001 (nie zakwalifikowała się, play-off)
- 2005 (nie zakwalifikowała się)
- 2009 (4 miejsce w grupie)
- 2013 (nie zakwalifikowała się)

### Igrzyska olimpijskie
- 1996 (nie zakwalifikowała się)
- 2000 (nie zakwalifikowała się)
- 2004 (nie zakwalifikowała się)
- 2008 (nie zakwalifikowała się)
- 2012 (nie zakwalifikowała się)
- 2016 (nie zakwalifikowała się)
- 2020 (nie zakwalifikowała się)

## Trenerzy reprezentacji Ukrainy
- 1993–199?:  Serhij Kaczkarow
- 199?–2003:  Mykoła Łytwyn
- 2004–2006:  Wołodymyr Kułajew
- 2007–2015:  Anatolij Kucew
- 2015–15.10.2018:  Wołodymyr Rewa
- 15.10.2018–...:  Natalija Zinczenko

## Reprezentantki z największą liczbą występów
Stan na 31.05.2024
| Poz. | Imię i nazwisko piłkarki | Liczba meczów |
| ---- | ------------------------ | ------------- |
| 1    | Daryna Apanaszczenko     | 147           |
| 2    | Ludmyła Pekur            | 102           |
| 3    | Wira Diateł              | 89            |
| 4    | Olha Owdijczuk           | 86            |
| 5    | Olha Basanska            | 83            |
| 5    | Ołena Mazurenko          | 83            |
| 7    | Switłana Friszko         | 79            |
| 8    | Tetiana Czorna           | 74            |
| 9    | Tetiana Romanenko        | 68            |
| 10   | Natalija Zinczenko       | 66            |
| 11   | Iryna Wasyluk            | 65            |
| 12   | Tetiana Werezubowa       | 64            |
| 12   | Jana Kalinina            | 64            |
| 14   | Olha Bojczenko           | 63            |
| 14   | Iryna Zwarycz            | 63            |
| 16   | Tamiła Chimycz           | 62            |
| 17   | Daria Kraweć             | 60            |
| 18   | Ałła Łyszafaj            | 59            |
| 19   | Ija Andruszczak          | 58            |
| 20   | Natija Pancułaja         | 55            |
| 21   | Weronika Andruchiw       | 54            |
| 21   | Lubow Szmatko            | 54            |
| 23   | Ołena Chodyriewa         | 53            |